# Proef van Romberg
De proef van Romberg is een eenvoudige en oriënterende neurologische test. Deze proef wordt gedaan om onderzoek te doen naar het evenwicht van iemand, met name bij klachten van ataxie. De proef is genoemd naar de Duitse neuroloog Moritz Heinrich Romberg (1795-1873).

## Uitvoering van de proef
De patiënt wordt gevraagd rechtop te gaan staan, met de voeten vlak naast elkaar, en ten minste een halve minuut stil te blijven staan. Als dat lukt, wordt gevraagd de ogen te sluiten en nog een minuut zo stil mogelijk te blijven staan.
- De test is positief als de patiënt met open ogen wel stil kan blijven staan maar met gesloten ogen niet.
- De test is negatief als de patiënt zowel met open ogen als met gesloten ogen stil kan blijven staan, of als de patiënt in beide gevallen niet stil kan blijven staan.

Voor een positieve test van Romberg moet er dus een duidelijk verschil zijn tussen de situatie met open ogen en met gesloten ogen.
De proef kan wat moeilijker worden gemaakt door de patiënt niet met de voeten naast elkaar te laten staan maar voor elkaar, dus met de tenen van de ene voet tegen de hiel van de andere. Ook kan de patiënt tijdens de proef worden afgeleid door diegene de armen voor zich uit te laten strekken, een som te laten uitrekenen of door zogenaamd een andere proef te doen.
De proef kan niet worden uitgevoerd bij mensen die blind of zeer slechtziend zijn.

## Achtergrond van de proef
Voor balans bij het staan is er een samenspel van de volgende factoren van belang:
- het gezichtsvermogen (ogen), welke signalen aan de hersenen worden doorgegeven via de oogzenuw;
- de evenwichtszin (evenwichtsorgaan), welke signalen aan de hersenen worden doorgegeven via de achtste hersenzenuw;
- de proprioceptie (spierspoeltjes in de spieren en andere sensoren in de gewrichten, ligamenten en fascies): het gevoel van de spanning in de spieren en de positie van lichaamsdelen, welk signaal aan de hersenen wordt doorgegeven via de achterstrengen in het ruggenmerg;
- de kleine hersenen (cerebellum), waar de informatie uit deze drie zintuigen wordt verwerkt.

Het uitgangspunt van de proef is dat men in staat is het evenwicht te bewaren als ten minste twee van de drie genoemde zintuigen en de bijbehorende zenuw(ban)en goed functioneren. Door de ogen te laten sluiten, kan de patiënt vervolgens alleen nog stil rechtop blijven staan als de andere twee zintuigen goed werken. Zowel bij een gestoorde evenwichtszin als bij een gestoorde propriocepsis is de proef positief.
Als er een evenwichtsprobleem is door een stoornis van de kleine hersenen, dan doet het er niet toe of de ogen zijn gesloten of niet: de patiënt zal ook met de ogen open geen goede balans hebben.

## Interpretatie van de proef
- Als de proef van Romberg positief is, is er zeer waarschijnlijk sprake van een stoornis in het evenwichtsorgaan of het proprioceptiesysteem, of van de bijbehorende zenuwbanen.
- Als er een balansprobleem is maar de test van Romberg is negatief, dus als de patiënt er ook met open ogen niet in slaagt stil te blijven staan, dan is de oorzaak van het evenwichtsprobleem waarschijnlijk gelegen in de kleine hersenen. Een bekend voorbeeld van een balansprobleem waarbij de proef van Romberg negatief is, is dronkenschap: de kleine hersenen zijn erg gevoelig voor alcohol.

De meest voorkomende aandoening bij een positieve proef van Romberg is wervelkanaalstenose. Andere oorzaken zijn onder andere:
- vitaminegebrek, met name gebrek aan vitamine B12
- tabes dorsalis (aantasting van het ruggenmerg door syfilis); tegenwoordig zeldzaam maar in vroegere eeuwen de voornaamste oorzaak
- perifere neuropathie (aantasting van zenuwen)
- ataxie van Friedreich
- ziekte van Menière